# Дендрологічна ділянка
Дендрологічна ділянка — парк-пам'ятка садово-паркового мистецтва місцевого значення, розташований на території Людавської сільської ради Жмеринського району Вінницької області у лісовому масиві на захід від с. Людавка. Оголошений відповідно до Рішення Вінницького облвиконкому № 441 від 30.07.1969 р. та №371 від 29.08.1984 р.
Охороняється багата за дендрологічним складом ділянка лісу з штучно створеними колекційними насадженнями понад 200 видів і форм дерев та чагарників, в тому числі берека, лимонник китайський, смерека гребінчаста, більше 50 видів берези та інших порід.